# Đánh máy

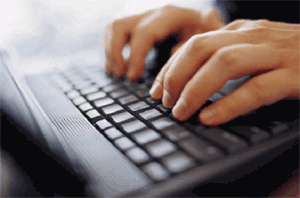
Một người đang đánh máy bằng bàn phím Laptop

Đánh máy là quá trình viết hoặc nhập văn bản bằng cách nhấn các phím trên một máy đánh chữ, bàn phím máy tính, điện thoại di động hoặc một máy tính. Việc đánh máy được phân biệt với các kiểu nhập văn bản khác, chẳng hạn như chữ viết tay hay nhận dạng bằng giọng nói.
Người đánh máy đầu tiên trên thế giới chính là Lillian Sholes từ Wisconsin Cô là con gái của Christopher Sholes người đã phát minh ra máy đánh chữ đầu tiên trên thế giới.